# Monte Edgeworth
El monte Edgeworth (mismo nombre en inglés) es una elevación de 590 m s. n. m. ubicada en el norte de la isla Gran Malvina, en las Islas Malvinas, al noreste del Monte Adam y al este del asentamiento de Caleta de la Colina.